# Internationaal doedelzakmuseum
Het Internationaal doedelzakmuseum (Spaans: Museo Internacional de la Gaita) is een museum in Gijón in de Spaanse regio Asturië.
Het museum werd in 1965 opgericht. In 1975 werd het opgenomen in het Museum van het Asturische volk. Hier zijn de instrumenten ondergebracht in een afzonderlijk pand.
Het museum toont een grote collectie doedelzakken uit Spanje en verder uit Europa, Afrika en Azië. Verder worden er stukken getoond die verband houden met Asturische muziek.

## Galerij
| blik in het museum |
| blik in het museum |